# Castillo de Lavaux-Sainte-Anne
El Castillo de Lavaux-Sainte-Anne (en francés: Château de Lavaux-Sainte-Anne) se encuentra en Bélgica, cerca de Rochefort, en la provincia de Namur, Región Valona. En 1450, Jean II de Berlo encargó la construcción del castillo.

## Orígenes
A unos cien metros del castillo pasaba una vía romana secundaria.  Venía de Givet hacia Ave-et-Auffe, pasando por Lavaux. Cerca se encontraban la población de Genimont y el fuerte romano de Eprave. En época medieval, la creación del Principado de Lieja conlleva que la región de Lavaux sea zona fronteriza vecina con el Ducado de Luxemburgo. Esta frontera es protegida por los fuertes de Agimont, Revogne, Lavaux y Rochefort. Los señores de la época son de la familia de "Wellin". La primera mención conocida de Lavaux es de 1244.

## Las guerras delsigloXV
Jean II de Berlo, señor Lavaux, fue el constructor del castillo hacia 1450. En 1456, Luis de Borbón, sobrino de Felipe Duque de Borgoña, se convirtió en príncipe-obispo de Lieja. La animosidad y la desconfianza de las ciudades de Lieja contra el Duque de Borgoña crecieron y bandas armadas recorrían el país que ya no era seguro. Jean de Berlo, señor Lavaux, que había aceptado inicialmente un tratado de neutralidad con la villa de Dinant (1462), optó por alinearse con el príncipe en su lucha contra los rebeldes de la región de Lieja. El Duque Felipe envió hombres armados para defender Lavaux. En 1463, se enfrenta a Dinant y refuerza el castillo de Lavaux con los últimos avances militares para resistir cualquier ataque enemigo. Después de luchas que causaron gran destrucción en la región, Jean de Berlo escapa a la corte de Luis de Borbón. En Famenne el desorden y la inseguridad crecen. Érard de La Marck, enemigo de la Casa de Borgoña, arrasa las tierras de Jean de Berlo con los hombres de armas de Lieja. En agosto de 1468, el Duque de Borgoña se proclama Señor de Revogne y Dinant.
La paz impuesta por su hijo, Carlos el Temerario, establece que ningún castillos destruido durante la guerra en el territorio del principado podían ser reconstruido salvo aquellos de los partidarios del obispo, incluidos los de Juan de Berlo. Apenas recuperado de terribles luchas con la casa de Borgoña, el país de Lieja sufre una guerra civil. Guillermo de la Marck, apoyado por el rey de Francia, comenzó en 1482 una guerra en la que Jean de Berlo encontraría la muerte cerca de la fuente de Basse-Wez (Lieja). A finales del siglo XV, el castillo ya no es habitado por sus dueños; Solo la viuda de Berlo, desde 1482, terminó sus días en la fortaleza medio en ruinas.

## Siglos XVI - XIX
Ya en el siglo XVI, Everard de Merode, Señor de Lavaux-Sainte-Anne, se refugia en el castillo y sufre el sitio del nuevo Gobernador de los Países Bajos, el Duque de Alba, quien había iniciado la represión contra la nobleza flamenca rebelde (1567). En 1627 el Señorío de Lavaux fue vendido a Denis Pottiers, gobernador de Bouillon, que la revendió rápidamente. El 3 de abril de 1630, el castillo fue vendido al caballero Jacques Renard Rouveroit, de Herstal, coronel de infantería del emperador. Este joven noble estudió el arte de la guerra en la región del Rin, en la escuela militar para los jóvenes nobles de los condes de Nassau. En Praga, 16 de junio de 1637, el emperador Fernando III le concedió el título de Barón del Sacro Imperio Romano. Se casó en una fecha desconocida con su prima, Marie Valerie Locquenghien heredera del señorío de Pamele en Oudenaarde. 
¿Los cubiertas de las torres de los castillos del Rin que inspiraron el nuevo señor de Lavaux? En el sitio de la aldea de Val Sainte Anne, Jacques Renard construyó la granja del castillo que todavía existe. Henri Joachim Rouveroit, descendiente de Jacques Renard, construyó la gran escalera, obra cumbre del astillo. Henri Joachim, fallecido en  1748, tuvo tres hijas, la mayor, Amor Desiree casó 1753 con el Príncipe de Gavre, gobernador de Namur, que se convierte en el último Señor de Lavaux. El castillo ya no es habitada salvo por el abad Berard que actúa como mayordomo. El dominio de Lavaux-Sainte-Anne es vendido en 1810 por el hijo del príncipe de Gavre a los  Malacord-Fischbach de Stavelot, quienes probablemente nunca lo habitaron.
El único personaje célebre del castillo durante el XVIII, fue Florimond Claude de Mercy Argenteau, nacido el 20 de abril de 1727, hijo de Thérèse Henriette de Rouveroit (fallecida el 13 de mayo de 1729). Después de la muerte de su madre, su padre le confió a su hermano Baron Rouveroit. Lavaux se fue a la edad de 7 años para estudiar en Turín. Llegó a ser embajador de Austria en Turín, Varsovia, San Petersburgo y Versalles, en 1766, cuando negociará con Luis XV+ el matrimonio de la archiduquesa María Antonieta de Austria y con el delfín, el futuro Luis XVI.

## sigloXX
Abandonada por sus propietarios, el castillo de Lavaux-Sainte-Anne se desmorona a principios del siglo XX. En 1927, los propietarios de entonces, la Société immobilière Bernheim, lo lega (ceden) sin ánimo de lucro a la ASBL,  Les Amis de la Commission royale des Monuments et des Sites (Amigos de la Comisión Real de Monumentos y Sitios), que hacen algunos trabajos antes de que la obra recaiga en manos de Raymond Pelgrims. Éste realiza una gran restauración del monumento desde 1933 a 1939, bajo el control de la Comisión Real de Monumentos y Sitios y del arquitecto Van der Hulst, bajo el patrocinio de la baronesa Lemonnier. Desde 1933, el castillo pertenece la "Sociedad de amigos del Castillo de Lavaux-Sainte-Anne". Hubo un museo de caza transformado desde 2005 en museo de la naturaleza.
Anécdota social: El 16 de noviembre de 2002, la tenista belga Justine Henin, que llegó a n.º 1 WTA, celebró su boda con Pierre-Yves Hardenne en este castillo.